# Paranemastoma filipes
Paranemastoma filipes is een hooiwagen uit de familie aardhooiwagens (Nemastomatidae). De originele naamcombinatie (protoniem) was Nemastoma filipes Roewer, 1951. Een volgende naamrecombinatie werd gepubliceerd als Paranemastoma  filipes (Roewer, 1951) in Staręga 1978.